# Danexit

Localizarea Danemarca în UE

Danexit(sau Dexit) este un neologism pentru ipotetica retragere a Danemarca din Uniunea Europeană (UE), așa cum este propusă de populiștii și naționaliștii de dreapta danezi pe linia Brexit. Cuvântul este analog termenului Brexit, care înseamnă plecarea Regatului Unit din UE și, prin urmare, este un cuvânt de valiză de „Dan” (pentru Danemarca) și „exit” (în engleză pentru „plecare”).

## Poveste
Danemarca este membră a UE din 1973. Danezii au votat împotriva Tratatul de la Maastricht în 1992, care a trebuit să fie renegociat după ce Copenhaga a votat nu. În 2000 s-a decis în mod restrâns să nu se introducă euro ca nouă monedă. Potrivit sondajelor, majoritatea respondenților doresc să rămână în UE.  Comisia Europeană realizează anual sondaje de opinie care arată că între jumătate și trei sferturi dintre respondenți sunt în favoarea rămânerii în UE. Doar într-un sondaj din 2016 realizat de institutul de opinie privat A4V, care este condus de parlamentarul Dansk Folkeparti (DF) Erik Høgh-Sørensen, o treime dintre respondenți au preferat să discute despre relațiile cu țara lor pentru a decide dacă Marea Britanie va pleca. Și aici, 27% dintre respondenți au fost în favoarea plecării imediate din UE și 30% dintre respondenți au fost în favoarea rămânerii în UE, în timp ce 43% nu au vrut să se angajeze sau nu au avut nicio opinie în acest sens.
O posibilă plecare a Danemarcei din UE este susținută de unii politicieni din populistul de dreapta Dansk Folkeparti. Ca și celelalte partide, partidul liberal Venstre este împotriva părăsirii UE. Reprezentanții populiștilor de dreapta danezi au solicitat deja propriul referendum cu privire la părăsirea UE în perioada premergătoare votului britanic din 23 iunie 2016. Deputatul danez Kenneth Kristensen Berth a declarat într-un interviu din 2016: „În acest moment așteptăm rezultatele negocierilor britanice cu UE; despre ce relație va intra Marea Britanie cu UE. Sunt destul de sigur că rezultatul va fi de așa natură încât ar putea fi interesant să voteze și alegătorii danezi. Morten Messerschmidt, de asemenea membru al Dansk Folkeparti, a prezis la începutul lui 2020 că țara sa va părăsi Uniunea Europeană în zece ani. El a spus că crede că Brexit va fi un mare succes.

## Opinii politice
Pagina Facebook listează aproximativ 11.000 de danezi care doresc să părăsească Uniunea Europeană. Acest grup Facebook a fost creat pe 14 iulie 2019 și este format din 5 administratori și moderatori.

## Sondaje de opinie
| Executat în    | Efectuat de       | Pentru a rămâne | Pentru a pleca         | Fără opinie                                     |     |     |     |
| -------------- | ----------------- | --------------- | ---------------------- | ----------------------------------------------- | --- | --- | --- |
| Executat în    | Efectuat de       | Martie 2023     | YouGov/Eurotrack       | Fără opinie                                     | 68% | 16% | 16% |
| Februarie 2021 | YouGov/Eurotrack  | 62%             | 23%                    | 12%                                             |     |     |     |
| Aprilie 2020   | Sentio            | 39%             | 39%                    | 22%                                             |     |     |     |
| Noiembrie 2019 | Eurobarometru     | 63%             | 26%                    | 11%                                             |     |     |     |
| Aprilie 2019   | Sentio            | 41%             | 43% Cooperarea nordică | 2%                                              |     |     |     |
| Noiembrie 2018 | Eurobarometru     | 60%             | 31%                    | 9%                                              |     |     |     |
| Noiembrie 2017 | Eurobarometru     | 52%             | 37%                    | 11%                                             |     |     |     |
| Noiembrie 2016 | Eurobarometru     | 57%             | 39%                    | 4%                                              |     |     |     |
| Martie 2016    | Analyseenheden 4V | 30%             | 27%                    | 34% Așteptați și decideți mai târziu 9% Nu știu |     |     |     |
| Noiembrie 2015 | Eurobarometru     | 65%             | 30%                    | 5%                                              |     |     |     |
| Noiembrie 2014 | Eurobarometru     | 73%             | 25%                    | 2%                                              |     |     |     |
| Noiembrie 2013 | Eurobarometru     | 75%             | 22%                    | 3%                                              |     |     |     |